# Gaetano Zingali
Gaetano Zingali (Francofonte, 10 januari 1894 – Catania, 15 februari 1975) was een advocaat, politicus en hoogleraar (1935-1964) aan de Universiteit van Catania. Tijdens het fascistisch bewind in het koninkrijk Italië was Zingali decaan (1932-1937) van de faculteit rechtsgeleerdheid en afgevaardigde in het Italiaans parlement (1929-1939).

## Levensloop

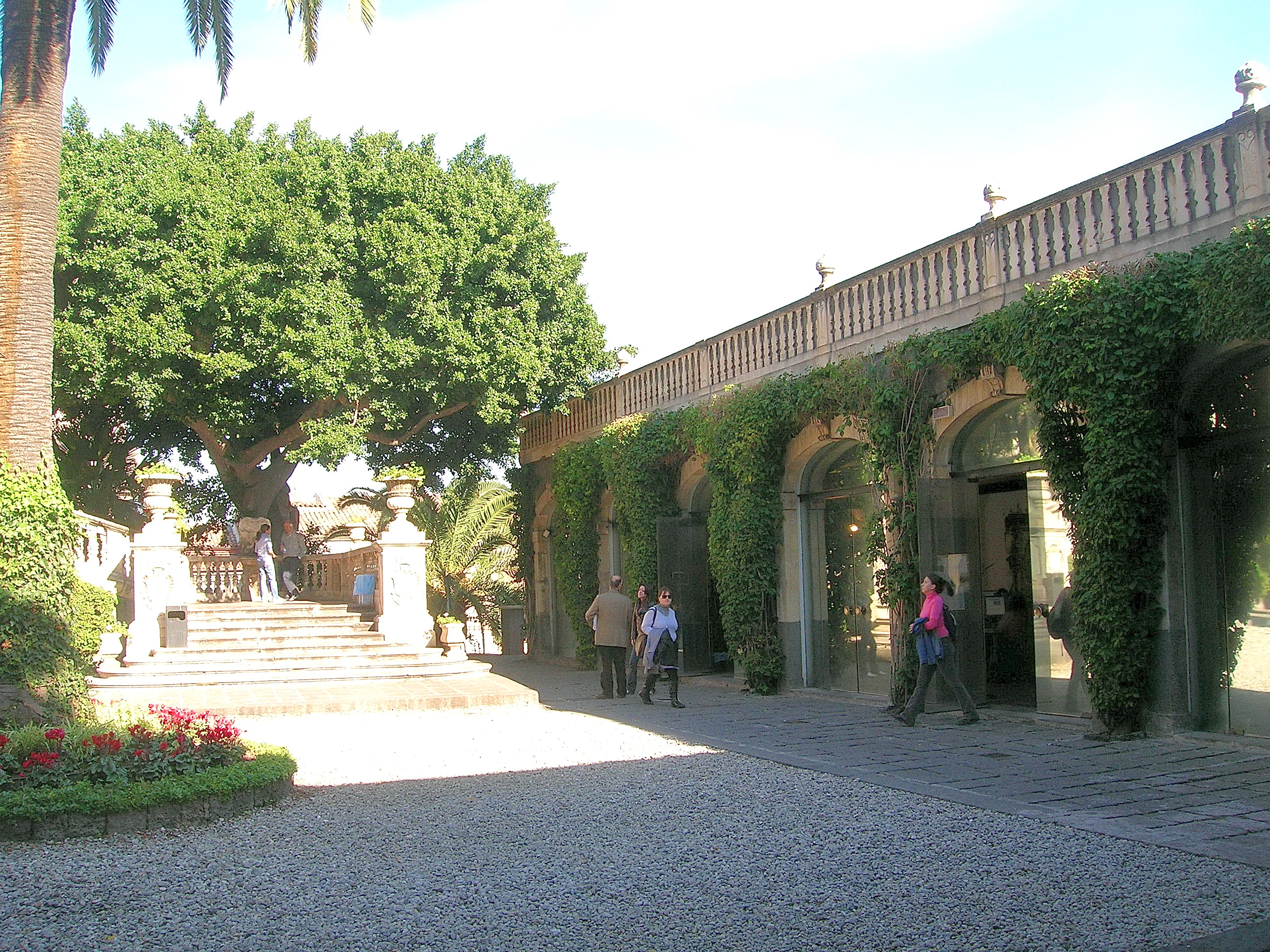
Faculteit Rechtsgeleerdheid van de Universiteit van Catania, Sicilië.

Zingali groeide op in Francofonte, Sicilië. Hij studeerde rechten aan de Universiteit van Bologna, waar hij in 1915, tijdens de Eerste Wereldoorlog, het einddiploma behaalde. Hij keerde terug naar Sicilië om een advocatenpraktijk uit te bouwen. Zijn praktijk liet hij meer en meer terzijde wanneer hij zijn tijd wijdde aan wetenschappelijk onderzoek aan de Universiteit van Catania. In twee domeinen deed Zingali navorsing: eerst was dit demografie en bijhorende statistiek (tot 1939) en vanaf 1939 bestudeerde hij de overheidsfinanciën. Zo werd Zingali in 1922 vrij docent en in 1925 docent statistiek aan de Universiteit van Catania. 
Hij was vanaf de jaren 1920 lid van de fascistische partij van Benito Mussolini, was secretaris van de partij op Sicilië (1927-1929) en werd parlementslid in 1929. Gedurende 10 jaren zetelde hij in Rome in de Kamer van Afgevaardigden. Hij was lid van de Hoge Raad van Statistiek van het koninkrijk Italië van 1929 tot 1943.
In 1932 werd Zingali decaan van de faculteit rechtsgeleerdheid; dit ambt behield hij tot 1937. Er volgde een bevordering tot hoogleraar demografie en statistiek in 1935. In de jaren 1930 was Zingali actief om het fascisme te introduceren in het voortgezet onderwijs op Sicilië.
De geallieerden schorsten zijn academisch ambt in 1943. Zingali bleef geschorst tot in 1947. Hij zat een jaar opgesloten in het interneringskamp voor fascisten in Padula in de periode 1944-1945. In 1947 werd Zingali gerehabiliteerd. 
Hij hervatte het leerambt overheidsfinanciën aan de Universiteit van Catania. Hij deed een poging om verkozen te worden in de Senaat van de Republiek voor de Liberale Partij maar hij werd niet verkozen. Zingali ging met emeritaat in 1964. In de laatste jaren van zijn leven zetelde hij de Hoge Raad van de Magistratuur (1962-1966). President Segni verleende hem in 1963 de Gouden Medaille voor Verdiensten aan de Overheidsfinanciën. Deze medaille werd in Italië uitgereikt van 1955 tot 2001.